# Syllepsis
Een syllepsis (ook sylleps, synesis of Constructio ad sensum) is een zinsconstructie waarin een woord wordt betrokken op een ander woord in de zin, waar het echter strikt logisch of strikt grammaticaal niet bij zou kunnen passen.

## Voorbeelden

### Een aantal hebben
Het bekendste voorbeeld in het Nederlands is een constructie als:
Een aantal deelnemers hebben tegen deze beslissing protest aangetekend.
Hier wordt hebben bij aantal betrokken, en vaak wordt deze vorm afgekeurd. De redenering is dan dat aantal enkelvoud is, en het werkwoord daarom heeft zou moeten luiden. Toch heeft het gewone dagelijkse taalgebruik deze constructie bekrachtigd. Grammatica's geven dan ook wel aan dat hier heeft wordt gebruikt als de deelnemersgroep als één geheel, een collectief, wordt beschouwd. Bezien wij die deelnemers echter als individuen, dan ligt het sylleptische gebruik van hebben meer voor de hand.

### Een van degenen die doet
Een andere veelgehoorde constructie is van het type:
Lars was een van degenen die afstand van dit onzalige denkbeeld nam.
Hier is nam in strijd met de grammaticale regels. De bijzin (die . . . nam) hoort immers bij degenen, en moet dus namen zijn. Blijkbaar wordt de bijzin beschouwd als nadere toelichting bij Lars.
In dit geval kan de taalgebruiker voor zichzelf nagaan dat het enkelvoud onlogisch is. Dit blijkt uit een herschikking binnen de zin:
Van degenen die afstand van dit onzalige denkbeeld namen, was Lars er een.
Nu is wellicht gemakkelijker in te zien dat de bijzin bij degenen hoort.

### Monique of haar zusjes hebben
Syllepsis treedt ook op als een woord tegelijkertijd verschillende functies moet vervullen, zoals in:
Ik kan de sleutel niet vinden. Monique of haar zusjes hebben hem blijkbaar weer eens verstopt.
De meervoudsvorm hebben van het werkwoord past hier bij het meervoudige zusjes, maar moet ook dienstdoen als persoonsvorm bij Monique; dat woord is echter enkelvoud. Ook deze vorm van syllepsis wordt door sommige taalgebruikers wel, door andere niet goedgekeurd.
(Indien in de voorbeeldzin niet of had gestaan, maar en, dan was er van syllepsis geen sprake geweest: in dat geval was Monique en haar zusjes als geheel het, meervoudige, onderwerp van hebben.)

## Syllepsis en ellips
Syllepsis kan gemakkelijk worden verward met een andere constructie, de ellips. De laatste is echter een eenvoudige weglating.
Monique of haar zusjes hebben de sleutel weer eens verstopt is een syllepsis
'Monique of haar zusje heeft de sleutel weer eens verstopt is een ellips
In het eerste geval gaat het om een woord, hebben, dat zijn twee functies eigenlijk niet aankan: het kan wel bij zusjes, maar niet bij Monique horen. In het tweede geval lijdt heeft niet onder zo'n overbelasting, want het past bij zusje, maar ook bij Monique.
We spreken van "ellips" als er iets is weggelaten, en dat is in die tweede zin inderdaad zo. Juist doordat heeft tweemaal dezelfde taak vervult, kan een heel stuk zin worden weggelaten, en hoeft dat niet herhaald te worden, zoals in het "volledige":
Monique heeft de sleutel weer eens verstopt of haar zusje heeft de sleutel weer eens verstopt.